# アランガ

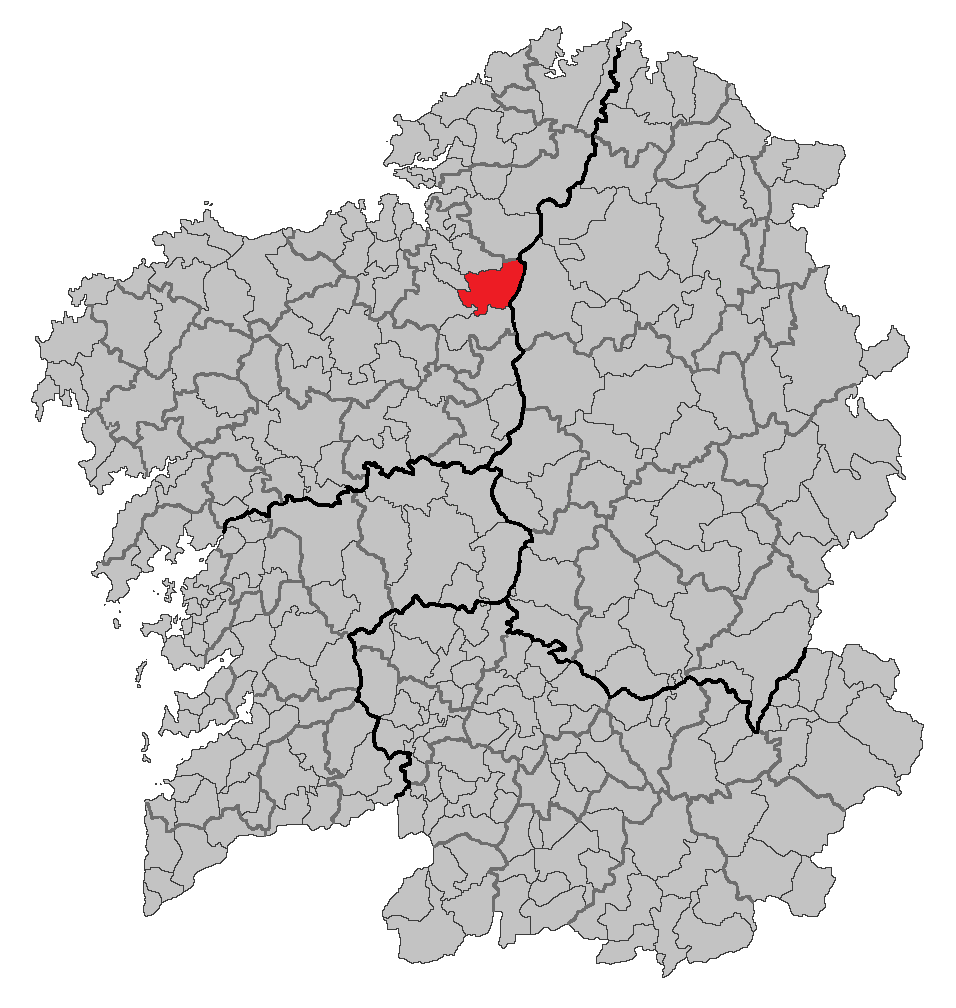

アランガ（Aranga）はスペイン、ガリシア州、ア・コルーニャ県の自治体。コマルカ・デ・ベタンソスに属する。ガリシア統計局によると、2011年の人口は2,113人（2010年：2,126人、2009年：2,142人、2006年：2,230人、2005年：2,264人、2004年：2,274人、2003年：2,307人）。住民呼称はarangués/-esa。
ガリシア語話者の自治体人口に占める割合は99.17%（2001年）。

## 地理
アランガは、ア・コルーニャ県の東部に位置し、コマルカ・デ・ベタンソスに属する。面積は119.6km2で、北はイリショーアとモンフェーロと、東はギティリス（ルーゴ県）と、南はクルティスと、西はオサ・ドス・リオスとコイロスの各自治体と接している。自治体内をマンデオ川が流れる。
県都ア・コルーニャからは、南東50kmの距離にある。平均高度はおよそ海抜262mである。
アランガはベタンソス司法管轄区に属す。

### 人口
住民は6の教区の140の地区（集落）に居住する。
| アランガの人口推移 1900－2010                           |
|                                                         |
| 出典:INE（スペイン国立統計局）1900年 - 1991年、1996年 - |

## 史跡・名所
サン・ビトリオ礼拝堂の周辺にはドルメンやカストロなど先史時代の遺跡が残されている。またコスタ・ド・サルにはペトログリフや古墳、その他の遺物が残されている。
フェルベンサス教区にはバジョ、カサレージョス、コトーラスの3つのカストロが残されている。また、斧や矢じりなどの遺物も発見されている。
ムニフェラル教区でもカストロが発掘されている。

### 宗教建築
- ムニフェラル教会 - 12世紀建造のロマネスク教会。
- サン・パイオ教会 - 17世紀のバロック建築の教会である。
- クリスト礼拝堂には10世紀のものとされる真鍮製のサンタ・クルス（十字架）が保存されている。
- サン・ビセンテ・デ・フェルベンサスのクルセイロ - 15世紀末から16世紀初頭にかけて造られた。

## 政治
自治体首長はガリシア国民党（PPdeG）のアルベルト・プラータス・アルバレス（Alberto Platas Álvarez）が、自治体評議員はガリシア国民党：6、ガリシア社会党（PSdeG-PSOE）：4、ガリシア民族主義ブロック（BNG）：1となっている（2011年5月22日の自治体選挙結果、得票順）。
| 1999年6月13日自治体選挙 |        |        |          |
| 政党                    | 得票数 | 得票率 | 獲得議席 |
| PPdeG                   | 1,417  | 83.06% | 10       |
| PSdeG-PSOE              | 275    | 16.12% | 1        |

| 2003年5月25日自治体選挙 |        |        |          |
| 政党                    | 得票数 | 得票率 | 獲得議席 |
| PPdeG                   | 1,017  | 57.36% | 7        |
| PSdeG-PSOE              | 647    | 36.49% | 4        |
| BNG                     | 89     | 5.02%  | 0        |

| 2007年5月27日自治体選挙 |        |        |          |
| 政党                    | 得票数 | 得票率 | 獲得議席 |
| PPdeG                   | 853    | 48.41% | 6        |
| PSdeG-PSOE              | 656    | 37.23% | 4        |
| BNG                     | 240    | 13.62% | 1        |

| 2011年5月22日自治体選挙 |        |        |          |
| 政党                    | 得票数 | 得票率 | 獲得議席 |
| PPdeG                   | 846    | 50.39% | 6        |
| PSdeG-PSOE              | 593    | 35.32% | 4        |
| BNG                     | 231    | 13.76% | 1        |

## 教区
アランガは6つの教区に分けられる。
- アランガ（サン・パイオ）
- カンバス（サン・ペドロ）
- フェアス（サン・ペドロ）
- ムニフェラル（サン・クリストーボ）
- サン・ビセンテ・デ・フェルベンサス（サン・ビセンテ）
- ビララーソ（サン・ロウレンソ）